# 埃雷米滕冰原島峰
72°11′S 27°13′E / 72.183°S 27.217°E
埃雷米滕冰原島峰（英語：Eremitten Nunatak），是南極洲的冰原島峰，位於毛德皇后地的朗希爾德公主海岸，處於巴爾肯山以南6公里，挪威製圖師根據美國海軍拍攝的空中照片繪入地圖，現時由南極條約體系管理。